# Châteauneuf-les-Martigues
Châteauneuf-les-Martigues (okzitanisch Castèunòu dau Martegue) ist eine französische Gemeinde mit 18.364 Einwohnern (Stand 1. Januar 2022) im Département Bouches-du-Rhône in der Region Provence-Alpes-Côte d’Azur.

## Geografie
Châteauneuf-les-Martigues liegt zehn Kilometer östlich von Martigues und 35 Kilometer westlich von Marseille. Der Ort liegt am Étang de Berre. Auf dem Gemeindegebiet befindet sich das Dorf La Mède.

## Geschichte
Die frühesten Spuren menschlichen Lebens gehen auf die Mittelsteinzeit zurück (7000–6000 v. Chr.). Der Prähistoriker Max Escalon de Fonton (1920–2013) benannte anhand von Material seiner Ausgrabungen im Abri Font-des-Pigeons in Châteauneuf-les-Martigues die Endphase des Mesolithikums als Castelnovium. In der Jungsteinzeit begannen die Menschen, Ackerbau und Viehzucht zu betreiben. Im Heimatmuseum findet sich eine Axt aus dieser Epoche. Zwischen 900 und 500 v. Chr. ließen sich die Kelten hier nieder und gründeten ein Oppidum. 125 v. Chr. eroberten die Römer das Gebiet. 
Zwischen dem 11. Jahrhundert und der Französischen Revolution war der Ort im Besitz vieler verschiedener Herren. Um das Jahr 1000 wurde südlich des Dorfes auf den Hängen eine Burg errichtet. 1972 verschwand sie durch den Bau einer Autobahn endgültig. Im Februar 1790 wurde Jean Guilet der erste gewählte Bürgermeister des Ortes.

## Sehenswürdigkeiten
- Romanische Kapelle aus dem 11. Jahrhundert

## Verkehrsanbindung
Châteauneuf-les-Martigues hat eine Auffahrt zur A55. Diese verbindet den Ort mit Marseille.

## Städtepartnerschaften
Der Ort pflegt seit 2001 eine Städtepartnerschaft mit dem italienischen Valmadrera.

## Bevölkerungsentwicklung
| Jahr      | 1962 | 1968 | 1975 | 1982   | 1990   | 1999   | 2008   | 2017   |
| Einwohner | 4822 | 6781 | 8600 | 10.173 | 10.911 | 11.375 | 11.564 | 16.850 |